# Ardencaple Hotel

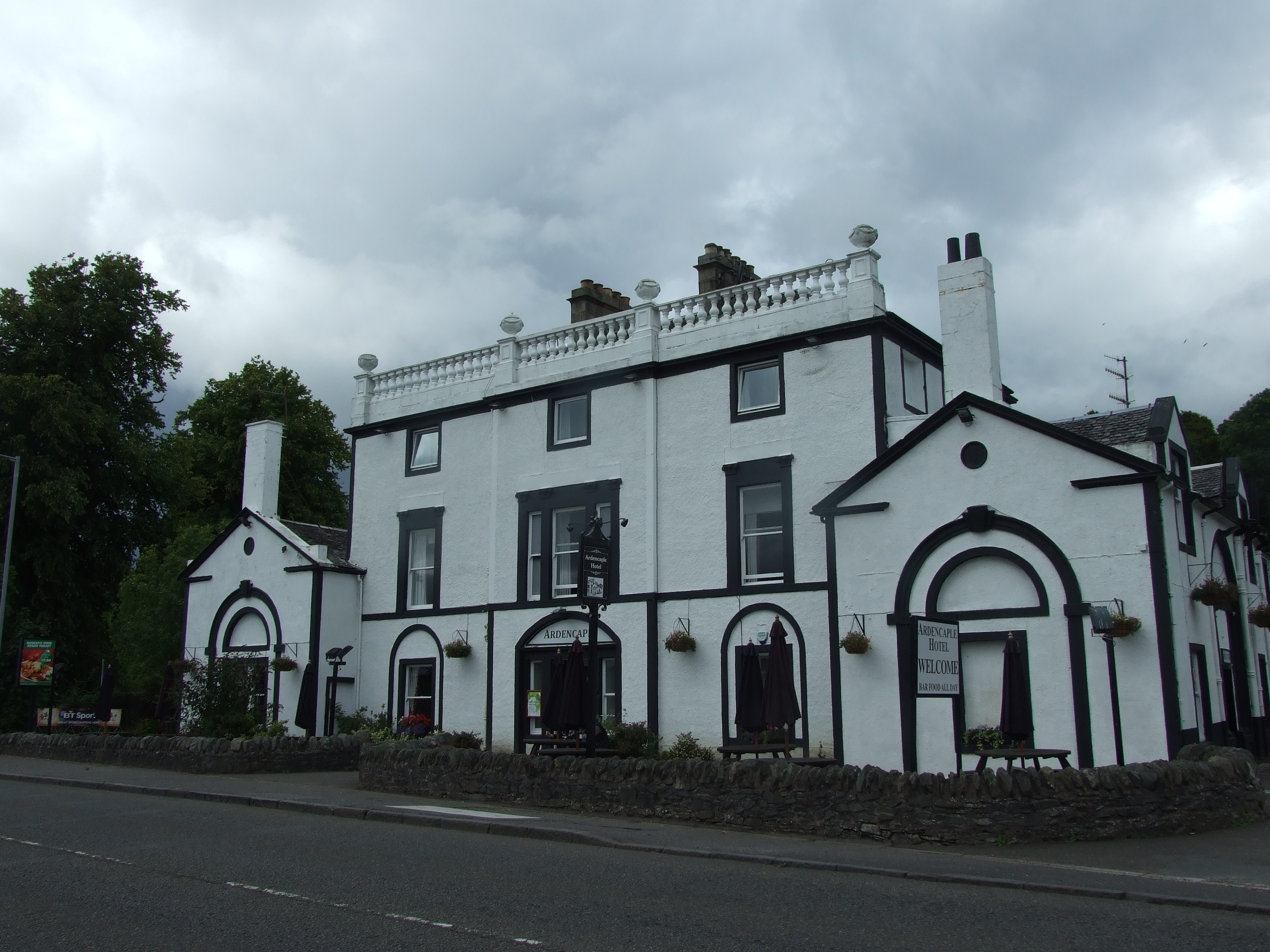
Ardencaple Hotel

Das Ardencaple Hotel ist ein Hotelbetrieb in der schottischen Ortschaft Rhu. Er befindet sich am Ortseingang von Rhu an der Gareloch Road gegenüber dem Ufer des Meerearmes Gare Loch. 1971 wurde das Ardencaple Hotel in die schottischen Denkmallisten in der höchsten Kategorie A aufgenommen.
Der exakte Bauzeitpunkt des Hotels ist nicht verzeichnet, sodass nur das frühe 19. Jahrhundert als Bauzeitraum angegeben werden kann. Der Betrieb wurde auf Veranlassung des Dukes of Argyll erbaut. Er diente als Wegestation und Poststelle entlang der Strecke zwischen Glasgow und Inveraray. Zu Bauzeiten war das Hotel noch nicht in die Ortschaft Rhu inkorporiert und stellte eine markante Landmarke dar.

## Beschreibung
Der Haupteingang weist in südwestliche Richtung zur Gareloch Road hin. Drei Fensterachsen durchlaufen vertikal die Front des dreistöckigen Gebäudes. Die zentrale Eingangstür ist beidseitig von vertikalen Zierbändern umgeben, die an einem horizontalen Zierband auf Geschosshöhe enden. Zu beiden Seiten treten einstöckige Flügel mit Satteldächern hervor, die sich im weiteren Verlauf entlang der Gebäudeflanken ziehen. Die Front schließt mit einem verzierten Brüstungsgeländer ab, das ein dahinterliegendes Walmdach verdeckt. Die vortretenden Seitenflügel besitzen jeweils ein Sprossenfenster, das von einem schlichten Bogen umrahmt ist. Die Giebelflächen sind als angedeutete, schlichte Dreiecksgiebel gestaltet. Rückwärtig gehören mehrere Flügel zu dem Hotel, welche stilistisch der Front entsprechen. Die Dächer sind mit grauem Schiefer eingedeckt. Einzelne Gebäudeteile sind mit dem traditionellen Harl verputzt.